# Japón en la Copa Mundial de Rugby de 1987
La Selección de rugby de Japón fue uno de los 16 participantes de la Copa Mundial de Rugby de 1987 que se realizó en Nueva Zelanda.
Fue la primera participación de los Cherry Blossoms en la Copa Mundial de Rugby.

## Plantel
| Nombre                 | Posición       | Club                                     |
| ---------------------- | -------------- | ---------------------------------------- |
| Tsutomu Hirose         | hooker         | Japan Doshisha University                |
| Tsuyoshi Fujita        | hooker         | Nisshin Steel                            |
| Koji Yasumi            | pilar          | Toyota Motors                            |
| Koji Horaguchi         | pilar          | Nippon Steel Kamaishi                    |
| Toshitaka Kimura       | pilar          | World Fighting Bull                      |
| Masaharu Aizawa        | pilar          | Ricoh                                    |
| Atsushi Oyagi          | segunda línea  | Kobe Steel Rugby Club                    |
| Seiji Kurihara         | segunda línea  | Suntory Rugby Football Club              |
| Yoshihiko Sakuraba     | segunda línea  | Nippon Steel Kamaishi                    |
| Toshiyuki Hayashi (c.) | segunda línea  | Kobe Steel Rugby Club                    |
| Katsufumi Miyamoto     | ala            | Doshisha University                      |
| Yasuharu Kawase        | ala            | Toshiba Fuchu Rugby Football Club        |
| Sinali Latu            | ala            | Sanyo                                    |
| Michihito Chida        | ala            | Nippon Steel Kamaishi                    |
| Hisataka Ikuta         | medio scrum    | Mitsubishi Heavy Industries Sagamigahara |
| Mitsutake Hagimoto     | medio scrum    | Kobe Steel Rugby Club                    |
| Seiji Hirao            | medio apertura | Kobe Steel Rugby Club                    |
| Katsuhiro Matsuo       | medio apertura | World Fighting Bull                      |
| Kojiro Yoshinaga       | centro         | Mazda Motor Corporation                  |
| Eiji Kutsuki           | centro         | Toyota Motors                            |
| Toshiro Yoshino        | wing           | Suntory Rugby Football Club              |
| Nofomuli Taumoefolau   | Wing           | Sanyo                                    |
| Shinji Onuki           | wing           | Suntory Rugby Football Club              |
| Minoru Okidoi          | wing           | Suntory Rugby Football Club              |
| Shogo Mukai            | zaguero        | Toshiba Fuchu Rugby Football Club        |
| Daijiro Murai          | zaguero        | Marubeni                                 |

## Participación

### Grupo A
| Equipo         | Jug. | Gan. | Emp. | Perd. | A favor | En contra | Puntos |
| -------------- | ---- | ---- | ---- | ----- | ------- | --------- | ------ |
| Australia      | 3    | 3    | 0    | 0     | 108     | 41        | 6      |
| Inglaterra     | 3    | 2    | 0    | 1     | 100     | 32        | 4      |
| Estados Unidos | 3    | 1    | 0    | 2     | 39      | 99        | 2      |
| Japón          | 3    | 0    | 0    | 3     | 48      | 123       | 0      |
| 24 de mayo de 1987 | Japón                                                 | 18 – 21 (11-15) | Estados Unidos                                            | Estadio Ballymore, Brisbane,                                     |                                                                  |
|                    | Tries: Taumoefolau , Yoshinaga Pen: Yoshinaga Kutsuki |                 | Tries: Nelson Purcell Lambert Con: (3) Nelson Pen: Nelson | Asistencia: 4000 espectadores Árbitro(s): Guy Maurette (Francia) | Asistencia: 4000 espectadores Árbitro(s): Guy Maurette (Francia) |

| 30 de mayo de 1987 | Inglaterra                                                                                  | 60 – 7 (16-3) | Japón                       | Concord Oval, Sídney,                                             |                                                                   |
|                    | Tries: Harrison , Underwood , Salmon Richards Redman Rees Simms Con: Webb (7) Pen: Webb (2) |               | Tries: Miyamoto Pen: Matsuo | Asistencia: 4893 espectadores Árbitro(s): René Hourquet (Francia) | Asistencia: 4893 espectadores Árbitro(s): René Hourquet (Francia) |

| 3 de junio de 1987 | Australia                                                            | 42 – 23 (16-13) | Japón                                                            | Concord Oval, Sídney,                                            |                                                                  |
|                    | Tries: Slack , Burke , Tuynman Grigg Hartill Campese Con: Lynagh (5) |                 | Tries: , Kutsuki Fujita Con: Okidoi Pen: (2) Okidoi Drop: Okidoi | Asistencia: 8785 espectadores Árbitro(s): Jim Flemming (Escocia) | Asistencia: 8785 espectadores Árbitro(s): Jim Flemming (Escocia) |